# Briti
Briti (angleško Britons, včasih tudi Brythons ali British), keltsko ljudstvo, ki je od britanske železne dobe do konca rimske zasedbe in prihoda Anglosasov živelo v Veliki Britaniji in govorilo otoški keltski jezik, poznan kot britščina. 
Za Brite se domneva, da so se v zadnjih stoletjih pr. n. št. razlikovali od pritenske skupine keltskih ljudstev, kasnejših Piktov. Eden od razlogov za njihovo prištevanje h Keltom je njihov keltski jezik. Naziv Kelti (grško Keltoi, latinsko Celtae) v antični etnografiji ni veljal tudi za Brite, čeprav so nekateri pisci opazili, da je njihova kultura zelo podobna kulturi Galcev iz celinske skupine Keltov.
Na začetku pisane zgodovine so Briti živeli po celi Britaniji južno od Firth of Fortha. V 5. stoletju so se začeli pod pritiskom Anglosasov seliti na evropsko celino. Nekaj Britov se je naselilo v Bretaniji v sedanji Franciji, nekaj pa v Britoniji, sedanji španski pokrajini Galiciji. Njihova sorodnost s Pikti, naseljenimi severno od Firth of Fortha, je bila predmet mnogih razprav, čeprav se je večina strokovnjakov strinjala, da je bil piktski jezik soroden z britanskimi otoškimi  jeziki, čeprav se je morda razlikoval od britščine.
Najstarejša omemba Britov in njihovega jezika v zgodovinskih virih je iz železne dobe. Po rimski osvojitvi Britanije v 1. stoletju n. št. se je začela razvijati rimsko-britska kultura. Ko so se na začetku 5. stoletja v Britaniji pojavila prva anglosaška naselja, sta se britska kultura in jezik začela  drobiti in Anglosasi so postopoma zasedli večino britskega ozemlja. Do 11. stoletja  so se razdrobili na  Valižane, Kornijce, Bretonce in prebivalce Hen Ogledda (Stari sever) - severne Britanije in južne Škotske. Iz britskega jezika so se zazvili valižanski, kornijski,  bretonski in kumbrijski jezik.

## Ime
Najzgodnejši znani zapis o prebivalcih Britanije je verjetno v potopisu grškega geografa Piteja, ki je Britansko otočje raziskoval med letoma 330 in 320 pr. n. št.. Izvirnik njegovega dela se ni ohranil, vendar so se v času Rimskega cesarstva nanj sklicevali številni rimski pisci. Pitej je otoke imenoval s skupnim imenom αι Βρεττανιαι (hai Brettaniai), kar bi se lako prevedlo kot Britanski otoki, njene prebivalce pa Πρεττανοί (Prettanoi), Priteni, Pritani ali Pretani. K britanskim otokom je prišteval Irsko, ki jo je imenoval Ierne (Insula sacra, Sveti otok), njene prebivalce pa Hiberne (gens hibernorum). Veliko Britanijo je imenoval insula Albionum (otok Albionov). Ime Pritani bi Pitej lahko slišal Galcih, ki so tako imenovali otočane.
Anglosaška kronika, zbirka letopisov, ki je bila napisana na ukaz kralja Alfreda Velikega okoli leta 890 in so jo do sredine 12. stoletja dopolnjevale generacije anonimnih piscev, se začenja s stavkom: "Otok Britanija je dolg 800 milj in širok 200 milj. Na njem živi pet ljudstev: Angleži, Valižani (ali Briti), Škoti, Pikti in Latinci. Njeni prvi naseljenci so bili Briti, ki so prišli iz Armenije in so se najprej naselili na jugu". Armenija je najbrž napačen prevod imena pokrajine Armorike v severozahodni Galiji.
Rimljani so po zasedbi Britanije leta 43 Brite sprva imenovali Britanni ali Brittanni.

## Jezik
Briti so govorili britske jezike, ki so se po prepričanju poznavalcev govorili po celi Veliki Britaniji.
Britski jeziki so se razvili iz prakeltskega jezika, ki je na britanske otoke prišel  z evropske celine. Domneva se, da je bila prva oblika britskih jezikov britščina. Iz  nje so se razvile kumbrijščina, valižanščina, bretonščina in galščina. Kornijščina in bretonščina sta še živa jezika, medtem ko je kumbrijščina izumrla v 12. stoletju.
Srednjeveško zgodovinsko izročilo, na primer zgodba The Dream of Macsen Wledig (Sanje cesarja Magna Maksima), pravi, da so bili porimski keltsko govoreči prebivalci Armorike kolonisti iz Britanije. Bretonski jezik v svoji prvotni obliki je bil zato soroden z valižanščino in  identičen s kornijščino. Po priseljencih se imenuje francoska pokrajina pokrajina Bretanija. 

## Ozemlje
Britsko ozemlje je bilo skozi celo zgodovino sestavljeno iz stalno spreminjajočih se ozemelj, na katerih so vladala posamezna plemena. Natančen obseg njihovega ozemlja pred rimsko zasedbo in po njej je nejasen. Na splošno velja prepričanje, da je obsegalo celotno Veliko Britanijo do ožine Clyde-Fort. Ozemlje severno od ožine je bilo naseljeno večinoma s Pikti. Piktski jezik je za seboj pustil malo neposrednih sledov. Nekatera krajevna in osebna imena, ki so se ohranila v irskih letopisih, kažejo, da je bila soroden z drugimi britskimi jeziki. Del piktskega ozemlja je sčasoma absorbiralo gelsko kraljestvo Dál Riata. Otok Man, ki je bil prvotno naseljen z Briti, je postopoma postal gelsko ozemlje.
Leta 43 je Britanijo napadlo Rimsko cesarstvo. Britska plemena so se sprva upirala rimskim legijam, vendar so Rimljani do leta 84 osvojili celo južno Britanijo in začeli prodirati v sedanjo južno Škotsko. Leta 122 so svojo severno mejo utrdili s Hadrijanovim zidom, ki se je raztezal od vzhodne do zahodne meje Anglije. Leta 142 so prodrli še bolj proti severu in zgradili Antoninov zid, ki je potekal med ustjema rek Forth in Clyde. Antoninov zid so po samo dvajsetih letih opustili in se umaknili na Hadrijanov zid. Domorodni Briti so med rimsko vladavino večinoma obdržali svojo zemljo, vendar so postali podložniki rimskih guvernerjev. Rimsko cesarstvo je vladalo Veliki Britaniji približno do leta 430.
Približno v času rimskega odhoda so se začeli na vzhodno britansko obalo naseljevati germansko govoreči Anglosasi in ustanavljati svoja kraljestva. Na njihovem ozemlju  je britski jezik postopoma izpodrinila anglosaščina. Približno takrat se je del Britov preselil v sedanjo Bretanijo. Tam so ustanovili majhna kraljestva in iz otoške keltščine se je namesto galščine razvila bretonščina. Obdržali so oblast v Cornwallu in severozahodni Angliji, kjer so se ohranila nekatera  kraljestva, na primer Dumnonija in Rheged. Do konca 1. tisočletja so Anglosasi in Geli osvojili večino britskega ozemlja v Britaniji. Kultura in jezik domorodnih Britov sta večinoma izginila. Ohranila se je samo v Walesu, Cornwallu, delu Kumbrije in vzhodnem Gallowayu.

## Slavni Briti
- Artur – legendarni britski kralj, ki je v srednjeveških zgodbah in romancah v poznem 5. in zgodnjem 6. stoletju branil Britanijo pred saškimi osvajalci.
- Budika – kraljica Icenov, ki je leta 60 vodila neuspeli upor proti rimskim okupatorjem.
- Bonos – uzurpator, rojen v Hispaniji, ki je leta 280 poskušal priti na rimski prestol.
- Cadwallon ap Cadfan – od leta 625 do smrti leta 634 kralj Gwynedde, borec proti Anglosasom.
- Karatak – poglavar Katuvelaunov, vodja obrambe proti rimskim osvajalcem.
- Kartimandua –kraljica Brigantov (vladala 43-69), rimska zaveznica.
- Kasivelavn – vodja obrambe v Cezarjevem drugemu poskusu osvojitve Britanije leta 54. pr. n. št..
- Coel Hen - Stari kralj Cole, legendarna oseba iz srednjeveške književnosti.
- Tiberij Klavdij Kogiduben - britanski odvisni kralj, ki je kasneje postal rimski državljan in imetnik znamenite palače v Fishbournu.
- Komij – zgodovinski kralj belgijskih Atrebatov, ki je prvotno vladal v Galiji, v 1. stoletju pr. n. št. pa v Britaniji.
- Kuneda – v 5. stoletju pomemben valižanski vodja in ustanovitalj kraljevske dinastije Gwyneddov.
- Kunobelin - zgodovinski kralj južne Britanije med prvo in drugo rimsko invazijo, oseba iz  Shakespearovo igro Cymbeline.
- Gracijan - rimsko-britski aristokrat in uzurpator (407).
- Kralj Lot – stari oče sv. Kentigerna in eponimni kralj Lotijcev.
- Mailok – britonski (galicijski) škof iz 6. stoletja.
- Sveti Patrik – krščanski misijonar in irski škof, zavetnik Irske.
- Pelagij – vpliven krščanski menih in teolog, katerega mišjenje so kasneje imeli za heretično.
- Prasutag – kralj Icenov, Budikin mož.
- Togodumen –  poglavar Katuvelaunov in vodja obrambe med rimsko invazijo leta 43.
- Urijen – kralj Regeda (sedanji Lancashire in Cumbria).
- Vortigern – vojskovodja in kralj v 5. stoletju n. št., najbolj znan po svojem povabilu Jutom, naj se preselijo v Kent.